# Hainaut (Schiff)
Die 1905 als Marksburg fertiggestellte Hainaut der belgischen Reederei Royale Belgo Argentine war eins von sechs ehemaligen Frachtschiffen der DDG „Hansa“, die 1920/1921 an Belgien ausgeliefert wurden.

Das als Marksburg 1905 fertiggestellte Schiff war der einzige Neubau, den die Hamburger Werft Blohm & Voss je für die Bremer Frachtschiffsreederei lieferte. Im Mai 1919 war das Schiff nach Großbritannien ausgeliefert worden.

1920 wurde es Belgien übertragen und 1921 der belgischen Reederei Royale Belgo-Argentine, einer Tochterfirma von Armement Deppe, verkauft, die es in Hainaut umbenannte.
Die Hainaut wurde am 5. Juli 1942 auf einer Reise von Montreal (Kanada) nach Großbritannien im St. Lawrence River nahe Cape Chat (La Haute-Gaspésie) auf der Position 49° 30′ 0″ N, 66° 30′ 0″ W vom deutschen Unterseeboot U 132 torpediert und versenkt.

## Geschichte des Schiffes
Die Marksburg gilt als das Typschiff von fünf Frachtschiffen der DDG „Hansa“ für den Argentinien-Dienst der Reederei, die 1905 in Dienst kamen. Allerdings war sie das einzige Schiff, das die DDG „Hansa“ je bei der Hamburger Werft Blohm & Voss bestellte. Gleichzeitig fertigten der Bremer Vulkan in Vegesack, die Flensburger Schiffbau-Gesellschaft und Swan Hunter die vier Schwesterschiffe.
Die Marksburg war mit 4281 BRT vermessen und hatte eine Tragfähigkeit von 6375 tdw.
Sie war 117,79 m lang, 15,77 m breit und hatte einen Tiefgang von bis zu 5,18 m. Eine von der Bauwerft hergestellte 4-Zylinder-Vierfach-Expansionsmaschine von 2200 PSi wirke auf eine Schraube und gab dem Schiff eine Geschwindigkeit von 10,5 Knoten (kn). Das unter der BauNr. 176 gefertigte Schiff lief am 3. Januar 1905 in Hamburg als erste Marksburg der Reederei vom Stapel und wurde am 18. Februar 1905 an die Bremer Reederei als erstes Schiff der neuen Klasse ausgeliefert, dem innerhalb der folgenden fünf Wochen schon die beiden ersten Schwesterschiffe folgten.

Allerdings gab es mit der Marxburg (1891, 1809 BRT) schon eine fast gleichnamige Namensvorgängerin im Südamerika-Dienst der Reederei. Dieses in Dänemark gebaute Schiff gehörte zu den Schiffen der Wartburg-Klasse, der ersten Bauserie der Reederei für den Südamerika-Dienst. 1900 war es an die Deutsche Levante-Linie (DLL) weiterverkauft worden, die es unter dem Namen Athos weiter einsetzte.
Bis Ende 1904 hatte die DDG „Hansa“ fünfzehn Neubauten mit auf -burg endenden Namen für ihren Südamerika-Dienst in Auftrag gegeben, allerdings die ersten neun auch schon wieder weiterverkauft. Nach Übernahme der drei ersten Schiffe der Marksburg-Klasse wurden auch die beiden erst 1900 abgelieferten Schiffe vom Typ Löwenberg an den Norddeutschen Lloyd (NDL) verkauft, obwohl sie den neuen Schiffen weitgehend ähnelten. Bis zum Ende 1905 kamen dann noch zwei weitere Schiffe der Marksburg-Klasse in Dienst
Ab 1907 bis 1909 wurden dann auch die drei leicht vergrößerten Nachbauten der Marksburg-Klasse an die DDG „Hansa“ abgeliefert. Gleichzeitig begann der Verkauf der letzten älteren Schiffe der in England gebauten Rudelsburg-Klasse (1896/97, 3700 tdw).

Drei der alten Schiffe gingen an die zweitgrößte belgische Reederei, Armement Deppe in Antwerpen. Die ex Hansa-Schiffe erhielten die Namen Egypte, Algeria und Tunesie und wurden im Verbund mit der DDL und anderen deutschen Reedereien in deren Dienstplänen in das Mittelmeer und Schwarze Meer eingesetzt werden.

### Einsatzgeschichte
Im Februar 1905 kam die Marksburg in den Dienst der DDG „Hansa“ zum La Plata. Noch im selben Jahr folgten die vier anderen Schiffe der Klasse. 1907 folgten zwei geringfügig größere Nachbauten und 1909 noch ein ähnliches Einzelschiff. Als 1914 der Erste Weltkrieg ausbrach, befand sich nur die Arensburg in der Heimat, die anderen sieben Schiffe befanden sich in Rotterdam, Antwerpen, São Vicente (Kap Verde), Cabedello und Rio de Janeiro, Montevideo und Rosario. Nur die Ebernburg kam kurzzeitig als Versorger zum Einsatz. Vier der Schiffe kamen durch den Kriegseintritt ihrer Zufluchtsländer noch auf Seiten der Entente als Transporter zum Einsatz und die Ebernburg wurde als brasilianische Acary durch den Unterseeboots-Kreuzer U 151 versenkt.

1914 gab es mit der gerade fertiggestellten Trostburg (6342 BRT, 10.330 tdw) noch ein wesentlich größeres Schiff mit einem auf -burg endenden Namen. Das Typschiff einer Serie von vier Schiffen für den La Plata-Diest der Reederei, von denen die anderen erst im Krieg fertiggestellt wurden, machte seine Jungfernreise jedoch nach Vorderindien, die durch den Kriegsausbruch in Kalkutta endete.
Der Marksburg wurde aus Rotterdam noch die Rückkehr nach Deutschland erlaubt, und sie wurde während des Krieges wie das Schwesterschiff Arensburg in der Erz- und Kohlefahrt in Nord- und Ostsee eingesetzt. Im Mai 1919 wurde die Marksburg nach Großbritannien ausgeliefert.

#### Die Schiffe derMarksburg-Klasse und die Nachbauten
| Name          | Bauwerft                 | BRT tdw   | Stapellauf in Dienst   | weiteres Schicksal |
| Marksburg     | Blohm & Voss BauNr. 176  | 4281 6375 | 3.01.1905 18.02.1905   | 1914 in Rotterdam, nach Deutschland zurück, Erz- und Kohlefahrt in Nord- und Ostsee, 1919 ausgeliefert, 1920 an Belgien, November 1921 an Armement Deppe: Hainault Südamerikadienst, am 5. Juli 1942 im Sankt-Lorenz-Strom durch U 132 versenkt |
| Heimburg (2)  | Bremer Vulkan BauNr. 479 | 4196 6720 | 28.12.1904 28.02.1905  | 1914 in São Vicente (Kap Verde), 1916 von Portugal beschlagnahmt: Santo Antao, 1926: S. Thomé, 1932 Abbruch; |
| Ebernburg     | Flensburg BauNr. 245     | 4175 6100 | 28.01.1905 25.03.1905  | 1914 von Brasilien aus Versorger der Karlsruhe, zurück nach Brasilien, 1917 dort beschlagnahmt: Acary, 2. November 1917 durch U 151 in Atlantik versenkt;                                                                                       |
| Arensburg (2) | Swan Hunter BauNr. 736   | 4157 6550 | 26.05.1905 18.09.1905  | 1914 in Hamburg, Erz- und Kohlefahrt in Nord- und Ostsee, 1919 ausgeliefert, 1921 Ellerman Lines: Branksome Hall, 1933 Abbruch |
| Wartburg (3)  | Bremer Vulcan BauNr. 486 | 4295 6550 | 14.10.1905 17.11.1905  | in Antwerpen blockiert, 1919 unter niederländischer Flagge zum Rücktransport von russischen Kriegsgefangenen eingesetzt, 1921 als Berkut an Ornis Steamship Co., 1926 nach Frankreich: Cavally, 1932 Abbruch.                                   |
| Harzburg (2)  | Flensburg BauNr. 272     | 4677 6768 | 3.06.1907 10.07.1907   | 1914 in Montevideo, 1917 von Uruguay beschlagnahmt: Salto, 1926 nach Griechenland: Kassos, 1933 Abbruch. |
| Löwenburg (3) | Swan Hunter BauNr. 778   | 4637 7200 | 11.06.1907 27.097.1907 | 1914 in Rosario/Argentinien, 1921 ausgeliefert, an Alexander Shipping Co.: Tenbury, 1933 nach Finnland: Aura, 1950 Caledonia, 1953 Abbruch; |
| Minneburg (2) | Tecklenborg BauNr. 230   | 4798 7280 | 7.04.1909 27.05.1909   | in Cabedello / Brasilien, 1917 dort beschlagnahmt: Caxambú, 1951 Abbruch. |

### Einsatz unter Belgischer Flagge
Die Marksburg wurde 1920 Belgien zugesprochen und im Herbst 1921 mit fünf weiteren ex-Hansa-Schiffen an die belgische Reederei Armement Deppe verkauft, die ihr den Namen Hainaut gab. Zuvor hatte diesen Namen ein auch in Deutschland als Theben gebautes Frachtschiff getragen, das am 12. März 1917 durch U 52 versenkt worden war. Die zweitgrößte belgische Reederei betrieb eine Reihe von Untergesellschaften für bestimmte Fahrtgebiete und setzte die Hainaut bei der „Royale Belgo Argentine“ weiter nach Argentinien ein. Das Schiff blieb im belgischen Dienst ein Einzelschiff, da das 1918 in Antwerpen beschlagnahmte Schwesterschiff Wartburg 1920 nach Großbritannien ausgeliefert wurde und dann von einer britischen Reederei angekauft wurde.
Als Belgien im Mai 1940 durch den deutschen Überfall auf das Land Kriegspartei wurde, befand sich die Hainaut in Jacksonville und lief dann über Wilmington Mitte Mai nach Montevideo und Buenos Aires. Ab Juli folgte eine Fahrt nach Necochea und zurück nach Montevideo. Dann lief das Schiff über Freetown und dann im Geleitzug SL.46S nach Cardiff und bis zum Jahresende einmal nach Kanada und zurück.

1941 folgten einige Küstenfahrten im Bereich der britischen Inseln sowie eine je eine Fahrt vom Vereinigten Königreich (UK) nach Freetown, Tampa und Galveston, die zum Teil als Einzelfahrer abgewickelt wurden. Die Rückfahrten bei den beiden Reisen zu den amerikanischen Golf-Häfen erfolgten über Kanada in Geleitzügen. Der erste Rückfahrtversuch auf der letzten Reise wurde abgebrochen und dann mit dem Geleitzug SC.64 von Sydney CB nach Liverpool im Januar 1942 durchgeführt. Im Februar März 1942 folgte noch eine erfolgreiche Rundreise über den Atlantik. Nach Fahrten in den Küstengewässern der britischen Inseln trat die Hainaut am 1. Juni 1942 ihre letzte Transatlantikreise an.
Die Hainaut wurde am 5. Juli 1942 auf der Rückreise von Montreal (Kanada) nach Großbritannien im St. Lawrence River nahe Cape Chat (La Haute-Gaspésie) auf der Position ♁49° 30′ 0″ N, 66° 30′ 0″ W vom deutschen Unterseeboot U 132 torpediert und versenkt.

#### Ex Hansa-Schiffe im Dienst von Armement Deppe
| Name                   | Bauwerft                     | BRT tdw   | Stapellauf in Dienst  | weiteres Schicksal |
| Egypte 1907 bis 1909   | Dixon BauNr. 418             | 2489 3700 | 1896 18.02.1896       | ex Wolfsburg, La Plata-Dienst, 5. Oktober 1907 an Armement Adolf Deppe: Egypte Levantedienst, am 20. Februar 1909 auf einer Reise mit Stückgut von Antwerpen nach Burgas und Varna vor Patras nach einer Kollision mit dem griechischen Dampfer Andreas gesunken; |
| Algeria 1908 bis 1925  | Dixon BauNr. 419             | 2489 3700 | 24.04.1896 28.07.1896 | ex Minneburg, La Plata-Dienst, 28. Juli 1908 an Armement Adolf Deppe: Algeria Levantedienst, 1925 Verkauf nach Italien, 1932 Weiterverkauf nach Jugoslawien, 1952 Abbruch; |
| Tunesie 1909 bis 1927  | Wigham Richardson BauNr. 314 | 2477 3700 | 12.1895 8.05.1896     | ex Sonnenburg, La Plata-Dienst, 8. Mai 1909 an Armement Adolf Deppe: Tunesie Levantedienst, 1927 Verkauf nach Italien, 1934 Abbruch; |
| ab 1921                |                              |           |                       | |
| Luxembourg bis 06.1940 | AG Weser BauNr. 203          | 5848 8860 | 14.11.1914 25.02.1915 | ex Sonnenfels, während des Krieges aufgelegt, März 1919 ausgeliefert, 1920 an Belgien, November 1921 an Armement Deppe (Cie. Nationale Belge de Transport Maritimes): Luxembourg, am 21. Juni 1940 auf einer Reise von Bordeaux nach Falmouth westlich St. Nazaire auf der Position 47°25' N / 04°55' W von U 38 torpediert und versenkt; |
| Flandres bis 02.1940   | AG Weser BauNr. 201          | 5852 8900 | 10.02.1914 24.03.1914 | ex Greiffenfels, während des Krieges aufgelegt, April 1919 ausgeliefert, November 1920 an Belgien, November 1921 an Armement Deppe (Royale Belgo Argentine): Flandres, am 12. Februar 1940 auf der Ausreise zum Rio de la Plata nach einer Kollision mit dem belgischen Dampfer Kabalo (1917, 5186 BRT) bei den Goodwin Sands gesunken; |
| Bruges bis 07.1940     | Tecklenborg BauNr. 198       | 4996 7580 | 15.08.1904 1.10.1904  | ex Kybfels, während des Weltkriegs Kohle und Erzfahrt in Nord- und Ostsee, März 1919 ausgeliefert, 1920 an Belgien, November 1921 an Armement Deppe: Bruges, am 9. Juli 1940 auf einer Reise mit einer Weizenladung von Montevideo über Freetown nach Hull auf der Position 10°59' N / 23°54' W etwa 80 Seemeilen südwestlich Bissau durch den deutschen Hilfskreuzer Thor versenkt;                                                            |
| Antverpia bis 05.1940  | Swan Hunter BauNr. 796       | 4933 7605 | 11.09.1908 28.10.1908 | ex Fangturm, während des Krieges in Palma aufgelegt, Juni 1919 an Frankreich ausgeliefert, 1921 an Belgien, November 1921 an Armement Deppe (Cie. Sud Atlantique, 1936 Royale Belgo Argentine): Antverpia, am 21. Mai 1940 auf einer Reise von New Orleans nach Antwerpen auf Boulogne-Reede von deutschen Flugzeugen angegriffen und nach Bombentreffern brennend auf den Strand gesetzt und ausgebrannt;                                      |
| Ostende bis 01.1943    | Wigham Richardson BauNr. 405 | 4676 6650 | 07.1903 16.09.1903    | ex Ehrenfels, während des Weltkriegs Kohle und Erzfahrt in Nord- und Ostsee, April 1919 ausgeliefert, 1920 an Belgien, November 1921 an Armement Deppe: Ostende, am 21. Januar 1943 auf einer Reise mit Kriegsmaterial und Munition von New York nach Großbritannien nach einem Minentreffer im Loch Na Lathaich auf der Isle of Mull beschädigt und brennend auf den Strand gesetzt, durch nachfolgende Explosion der Munition total zerstört; |
| Hainaut bis 07.1942    | Blohm & Voss BauNr. 176      | 4281 6375 | 3.01.1905 18.02.1905  | ex Marksburg, während des Weltkriegs Kohle und Erzfahrt in Nord- und Ostsee, 1919 ausgeliefert, 1920 an Belgien, November 1921 an Armement Deppe (Royale Belgo Argentine): Hainault, am 5. Juli 1942 im St. Lawrence River durch U 132 versenkt; |